# Антоніо Відаль
Антоніо Відаль Катурла (ісп. Antonio Vidal Caturla; 25 березня 1923 — 19 квітня 1999) — іспанський футболіст, нападник.
Народився в муніципалітеті Алькой (провінція Аліканте). В Прімері дебютував у складі «Еркулеса» 1 березня 1942 року. У тому матчі його команда поступилася мадридському «Реалу» (1:2). Про наступні три роки ігрової кар'єри інформація відсутня. В сезоні 1945/46 став кращим бомбардиром у складі «Алькояно», дебютанта іспанського елітного дивізіону. Але його результативність не допомогла команді, і в підсумку вона вибула до Сегунди.
1947 року встановив трансферний рекорд іспанського чемпіонату, за 450 000 песет перейшов до мадридського «Атлетіка». Ця сума втричі перевершила попереднє досягнення: у 1930 році Рікардо Самора змінив барселонський «Еспаньйол» на мадридський «Реал» за 150 000 песет.
В «Атлетіко» його партнерами по лінії нападу були Хосеп Хункоса, Альфонсо Сільва, Пако Кампос і Адріан Ескудеро. В сезоні 1947/48 клуб став найрезультативнішим у лізі — 73 голи в 26 іграх, а Антоніо Відаль — кращим бомбардиром команди (19 забитих м'ячів).
21 березня 1948 року грав у складі національної збірної проти команди Португалії. Гра на «Сантьяго Бернабеу» завершилася перемогою господарів з рахунком 2:0 (відзначилися Сезар і Гайнса).
За «Атлетіко» Антоніо Відаль пограв зовсім небагато, незабаром переніс важке іфекційне захворювання легенів і був змушений завершити кар'єру футболіста.